# Wilfred Chikpa Anagbe
Wilfred Chikpa Anagbe CMF (* 2. April 1965 in Aondona Village, Raav-Udem, Nigeria) ist ein nigerianischer Ordensgeistlicher und römisch-katholischer Bischof von Makurdi. 

## Leben
Wilfred Chikpa Anagbe trat dem Claretinerorden bei und legte am 8. September 1987 die erste Profess ab. Er empfing am 6. August 1994 in der Kathedrale von Makurdi die Priesterweihe. Anschließend war er für die Berufungspastoral seines Ordens in Nigeria verantwortlich. In mehreren Pfarreien war er seelsorglich tätig und leitete von 2000 bis 2004 ein Farmprojekt der Claretiner in Utonkon. 2004 ging er zu weiteren theologischen Studien an die Universität Salamanca, von wo er 2005 als Ökonom der nigerianischen Ordensprovinz der Claretiner zurückkehrte. Seit 2009 war er zusätzlich als Militärgeistlicher tätig.
Papst Franziskus ernannte ihn am 8. Juli 2014 zum Koadjutorbischof von Makurdi. Der Apostolische Nuntius in Nigeria, Erzbischof Augustine Kasujja, spendete ihm am 4. Oktober desselben Jahres die Bischofsweihe. Mitkonsekratoren waren der Bischof von Gboko, William Amove Avenya, und der Bischof von Otukpo, Michael Ekwoy Apochi.
Mit der Annahme des altersbedingten Rücktrittsgesuchs seines Vorgängers Athanasius Atule Usuh durch den Papst folgte er diesem am 28. März 2015 als Bischof von Makurdi nach.